# Assunta Spina (film, 1948)
Pour les articles homonymes, voir Assunta Spina.
Pour plus de détails, voir Fiche technique et Distribution.
Assunta Spina est un film historique et dramatique italien réalisé par Mario Mattoli et sorti en 1948.
Le film a été écrit et notamment dialogué par Eduardo De Filippo et Gino Capriolo (it) d'après la pièce de théâtre du même nom de Salvatore Di Giacomo.

## Synopsis
L'histoire se déroule à Naples au début du XXe siècle. Assunta Spina, une femme du peuple passionnée et impulsive, provoque la jalousie de son amant, Michele Boccadifuoco, qui se venge en l'attendant dans la rue et en lui balafrant le visage. Arrêté et jugé par le tribunal, Michele est condamné à purger une peine de deux ans dans la prison d'Avellino.
Assunta, qui avait tenté en vain de le disculper lors du procès, essaie de le faire rester au moins à Naples pour pouvoir le voir plus souvent et, pour réussir son objectif, elle entame une liaison avec le greffier du tribunal.
Quelque temps plus tard, le greffier se lasse de cette liaison. Assunta, folle de rage et de douleur, avoue tout à Michele, qui a entre-temps été libéré de prison. Michele tue ainsi le greffier, mais ce sera la femme qui sera accusée du crime.

## Fiche technique
- Titre original italien : Assunta Spina[1]
- Réalisateur : Mario Mattoli
- Scénario : Eduardo De Filippo, Gino Capriolo (it) d'après la pièce homonyme Salvatore Di Giacomo
- Photographie : Gábor Pogány
- Montage : Fernando Tropea (en)
- Musique : Renzo Rossellini
- Décors : Piero Filippone
- Production : Vittorio Mottini
- Société de production : Ora Film, Titanus
- Pays de production :  Italie
- Langues originales : italien
- Format : Noir et blanc - 1,37:1 - Son mono - 35 mm
- Durée : 76 minutes
- Genre : Drame historique
- Dates de sortie :
  - Italie : 11 mars 1948

## Distribution
- Anna Magnani : Assunta Spina
- Eduardo De Filippo : Michele Boccadifuoco
- Antonio Centa : le chancelier Federico Funelli
- Aldo Bufi Landi : Brigadier Marcello Flaiano
- Titina De Filippo : Emilia Forcinelli
- Giacomo Furia Tifariello
- Rosita Pisano : repasseuse
- Pietro Carloni : président du tribunal
- Ugo D'Alessio : Epaminonda Pesce
- Beniamino Maggio (it) : vendeur de billets de loterie
- Aldo Giuffré : Brigadier Mancuso

## Production et exploitation
Il a été tourné dans les studios Farnesina à Rome et en extérieur à Naples. Les décors du film ont été conçus par le directeur artistique Piero Filippone. Distribué par Titanus, il enregistre 958 904 entrées et rapporte environ 70 millions de lires au box-office Italie 1948.